# Étienne Mourrut
Étienne Mourrut (ur. 4 grudnia 1939 w Le Grau-du-Roi, zm. 19 października 2014) – francuski polityk.